# Sao (Mond)
Sao (auch Neptun XI) ist der sechstäußerste  Mond des Planeten Neptun. Er zählt zu Neptuns prograden irregulären Monden.

## Entdeckung und Benennung
Sao wurde am 14. August 2002 durch ein Team bestehend aus Matthew J. Holman, John J. Kavelaars, Tommy Grav, Brett J. Gladman, Wesley C. Fraser, Dan Milisavljevic, Philip D. Nicholson, Joseph A. Burns, Valerio Carruba, Jean-Marc Petit, Philippe Rousselot, Oliver Mousis, Brian G. Marsden und Robert A. Jacobson auf Aufnahmen vom 14. August bis zum 4. September 2002 sowie vom 10. August 2001 zusammen mit Halimede und Laomedeia entdeckt. Die Aufnahmen wurden durch das 4-Meter-Blanco-Teleskop am Cerro Tololo Inter-American Observatory in Chile sowie dem 3,6-Meter-Canada-France-Hawaii Telescope in Hawaii angefertigt. Mehrere Aufnahmen wurden digital kombiniert, bis die Monde im Gegensatz zu den strichförmigen Sternen punktförmig erschienen. Die Entdeckung wurde am 13. Januar 2003 bekannt gegeben; der Mond erhielt zunächst die vorläufige Bezeichnung S/2002 N 2.
Am 3. Februar 2007 wurde der Mond dann nach Sao (griechisch für „die Rettende“), einer der etwa 50 Nereiden Meeresnymphen aus der griechischen Mythologie benannt. Sie sind die schönen Töchter des weisen Greises Nereus, dem Prophetie und ständige Verwandlung nachgesagt wurden, und seiner Gemahlin, der Okeanide Doris. Sao wurde mit dem Segeln assoziiert.

## Bahneigenschaften

Einordnung in die irregulären Monde

Sao umkreist Neptun auf einer prograden, elliptischen Bahn zwischen 15.900.000 und 29.000.000 km Abstand zu dessen Zentrum (Große Bahnhalbachse 22.420.000). Die Bahnexzentrizität beträgt 0,293, die Bahn ist 48,5° gegenüber dem Äquator des Neptuns geneigt. Der Mond befindet sich in einer sogenannten Kozai-Bahnresonanz, was bedeutet, dass seine Bahnneigung und Exzentrizität aneinander gekoppelt sind (Die Bahnneigung nimmt ab, wenn sich die Exzentrizität erhöht, und umgekehrt).
Sao umläuft Neptun in rund 2.914 Tagen beziehungsweise rund 8 Erdjahren, also länger als die vier inneren Planeten, der Zwergplanet Ceres und der Großteil der Asteroiden des Hauptgürtels um die Sonne benötigen.

## Physikalische Eigenschaften
Sao hat einen Durchmesser von geschätzten 40 km, beruhend auf dem für sie angenommenen Rückstrahlvermögen von 4 %. Die Oberfläche ist damit relativ dunkel. 
Ihre Dichte wird auf 1,5 g/cm3 geschätzt. Damit dürfte der Mond zum überwiegenden Teil aus Wassereis zusammengesetzt sein.
Es wird angenommen, dass der Mond ein eingefangener Asteroid ist.

## Erforschung
Aufgrund der großen Distanz zu Neptun und der schwachen Helligkeit von 25,5 mag, die 1:12.000.000 gegenüber dem Zentralplaneten beträgt, wurde Sao beim Vorbeiflug von Voyager 2 1989 nicht gefunden. Seit der Entdeckung 2002 konnte Sao nur durch erdgebundene Teleskope beobachtet werden und dabei ihre Bahnelemente und ihre Helligkeit bestimmt werden.